# Proiezione di Robinson
La proiezione di Robinson è una carta proiettiva usata comunemente sin dagli anni '70 per mostrare il globo in bidimensione in un'unica carta.
È creata specificatamente in un tentativo di trovare un giusto compromesso col problema di rappresentazione del globo come un'immagine piatta.

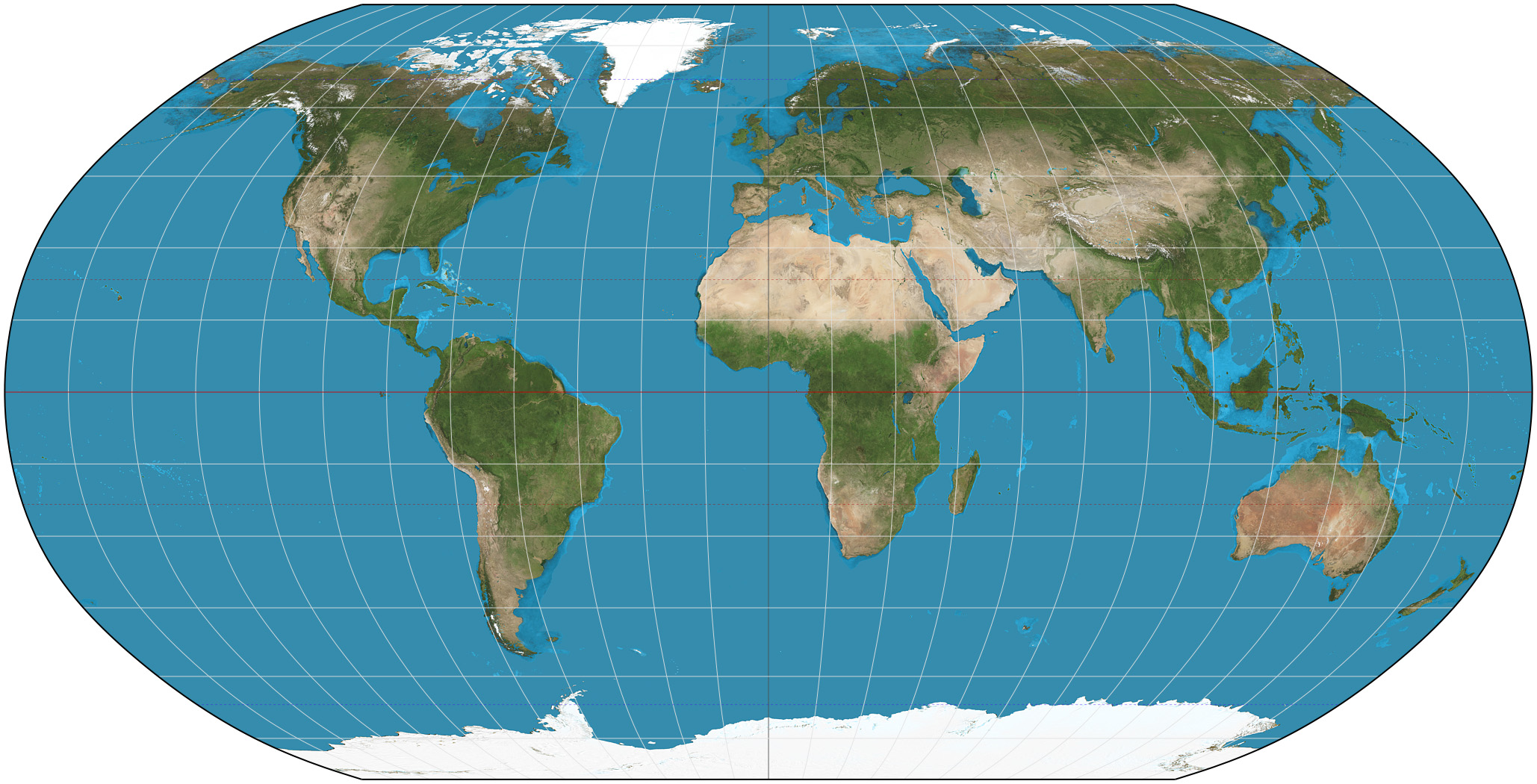
Proiezione di Robinson

Fu presentata per la prima volta nel 1963 da Arthur H. Robinson ed è classificata come una proiezione pseudo-cilindrica, dovuto ai paralleli diritti, lungo i quali i meridiani sono ripartiti in modo uniforme.
L'unico meridiano diritto è quello centrale.

## Specifiche
La proiezione è definita dalla tabella:
| Latitudine | Lunghezza del parallelo | Distanza del parallelo dall'equatore |
| ---------- | ----------------------- | ------------------------------------ |
| 00         | 1,0000                  | 0,0000                               |
| 05         | 0,9986                  | 0,0620                               |
| 10         | 0,9954                  | 0,1240                               |
| 15         | 0,9900                  | 0,1860                               |
| 20         | 0,9822                  | 0,2480                               |
| 25         | 0,9730                  | 0,3100                               |
| 30         | 0,9600                  | 0,3720                               |
| 35         | 0,9427                  | 0,4340                               |
| 40         | 0,9216                  | 0,4958                               |
| 45         | 0,8962                  | 0,5571                               |
| 50         | 0,8679                  | 0,6176                               |
| 55         | 0,8350                  | 0,6769                               |
| 60         | 0,7986                  | 0,7346                               |
| 65         | 0,7597                  | 0,7903                               |
| 70         | 0,7186                  | 0,8435                               |
| 75         | 0,6732                  | 0,8936                               |
| 80         | 0,6213                  | 0,9394                               |
| 85         | 0,5722                  | 0,9761                               |
| 90         | 0,5322                  | 1,0000                               |